# Grand Prix Francie 2005

Grand Prix Francie XCI Grand Prix de France
- 3. červenec 2005
- Okruh Magny-Cours
- 70 kol x 4,411 km = 308,586 km
- 741. Grand Prix
- 6. vítězství Fernanda Alonsa
- 23. vítězství pro Renault

## Výsledky
| Pozice | Jezdec               | Vůz            | Čas         |
| ------ | -------------------- | -------------- | ----------- |
| 1      | Fernando Alonso      | Renault R 25   | 1h31:22.233 |
| 2      | Kimi Räikkönen       | McLaren MP4/20 | á 0:12"147  |
| 3      | Michael Schumacher   | Ferrari F 2005 | á 1:21"914  |
| 4      | Jenson Button        | B.A.R 007      | á 1 kolo    |
| 5      | Jarno Trulli         | Toyota TF 105  | á 1 kolo    |
| 6      | Giancarlo Fisichella | Renault R 25   | á 1 kolo    |
| 7      | Ralf Schumacher      | Toyota TF 105  | á 1 kolo    |
| 8      | Jacques Villeneuve   | Sauber C 24    | á 1 kolo    |
| 9      | Rubens Barrichello   | Ferrari F 2005 | á 1 kolo    |
| 10     | David Coulthard      | Red Bull RB 1  | á 1 kolo    |
| 11     | Takuma Sató          | B.A.R 007      | á 1 kolo    |
| 12     | Mark Webber          | Williams FW 27 | á 2 kola    |
| 13     | Tiago Monteiro       | Jordan EJ 15   | á 3 kola    |
| 14     | Nick Heidfeld        | Williams FW 27 | á 4 kola    |
| 15     | Narain Karthikeyan   | Jordan EJ 15   | á 4 kola    |
| Kolo   | Odstoupili           | -              | -           |
| 46     | Juan Pablo Montoya   | McLaren MP4/20 | Hydraulika  |
| 37     | Christijan Albers    | Minardi PS 05  | Defekt      |
| 33     | Patrick Friesacher   | Minardi PS 05  | Defekt      |
| 30     | Felipe Massa         | Sauber C 24    | Hydraulika  |
| 1      | Christian Klien      | Red Bull RB 1  | Tlak paliva |

### Nejrychlejší kolo
- Kimi RAIKKONEN McLaren Mercedes 	1'16,423 - 207.786 km/h

### Vedení v závodě
- 1-70 kolo Fernando Alonso

### Postavení na startu
- Červená- výměna motoru / posunutí o 10 míst na startovním roštu

| 1. řada  | 1                  | 2                    |
|          | Fernando Alonso    | Jarno Trulli         |
|          | Renault            | Toyota               |
|          | 1'14.412           | 1'14.521             |
| 2. řada  | 3                  | 4                    |
|          | Michael Schumacher | Takuma Sato          |
|          | Ferrari            | BAR                  |
|          | 1'14.572           | 1'14.655             |
| 3. řada  | 5                  | 6                    |
|          | Rubens Barrichello | Giancarlo Fisichella |
|          | Ferrari            | Renault              |
|          | 1'14.832           | 1'14.887             |
| 4. řada  | 7                  | 8                    |
|          | Jenson Button      | Juan Pablo Montoya   |
|          | BAR                | McLaren              |
|          | 1'15.051           | 1'15.406             |
| 5. řada  | 9                  | 10                   |
|          | Felipe Massa       | Jacques Villeneuve   |
|          | Sauber             | Sauber               |
|          | 1'15.566           | 1'15.699             |
| 6. řada  | 11                 | 12                   |
|          | Ralf Schumacher    | Mark Webber          |
|          | Toyota             | Williams             |
|          | 1'15.771           | 1'15.885             |
| 7. řada  | 13                 | 14                   |
|          | Kimi Räikkönen     | Nick Heidfeld        |
|          | McLaren            | Williams             |
|          | 1'14.559           | 1'16.207             |
| 8. řada  | 15                 | 16                   |
|          | David Coulthard    | Christian Klien      |
|          | Red Bull           | Red Bull             |
|          | 1'16.434           | 1'16.547             |
| 9. řada  | 17                 | 18                   |
|          | Narain Karthikeyan | Patrick Friesacher   |
|          | Jordan             | Minardi              |
|          | 1'17.857           | 1'17.960             |
| 10. řada | 19                 | 20                   |
|          | Tiago Monteiro     | Christijan Albers    |
|          | Jordan             | Minardi              |
|          | 1'18.047           | 1'18.335             |
| -------- | ------------------ | -------------------- |

### Zajímavosti
- 40 pole position pro Renault
- 150 GP pro Giancarla Fisichellu
- Brazílie získala 2016 bodů
- Španělsko získalo 209 bodů